# 美国红河战争
红河战争（英语：Red River War）是由美国联邦军隊于1874年发动的军事行动，目的是把科曼切、基奥瓦、南夏延和阿拉帕霍族北美印第安土著部落从美国南部平原驱赶出去，强迫他们搬迁到位于俄克拉何马州境内的印第安保留地。战争首先由饱受联邦压迫的南部平原印第安部落挑起，最后以印第安人战败告终。战争仅持续了数个月，几支联邦军列纵横交错来往于德克萨斯州的狭长地带，努力寻找、袭击、俘获流动性极高的印第安部落。大部分的交战都是小规模冲突，双方均未遭受很大伤亡。在1874年的最后几个月，随着有足够力量和物资在战场上继续坚持下去的印第安部落越来越少，战争逐渐接近尾声。尽管直到1875年中期，最后一支规模显著的部落组织才投降，这次行动不同于以往的任何联邦军队企图平定西部边疆的行动：这场战争标志着印第安部落在美国南部平原自由徜徉的生活的终结，翻开了德克萨斯州历史上新的一页篇章。

## 背景

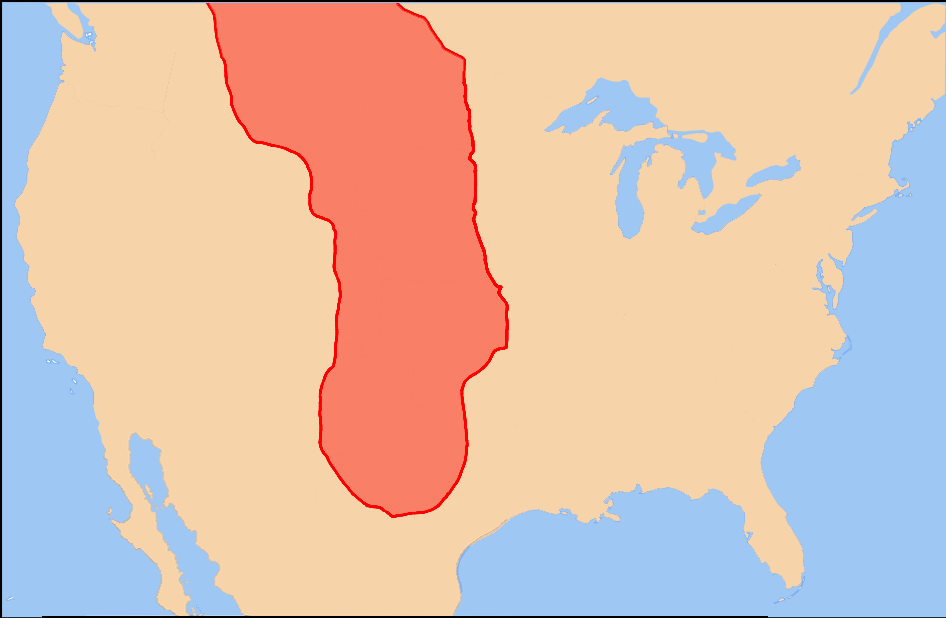
北美大平原地區
Region of the Great Plains in North America

在从英国至美国的移民者们到北美大平原来之前，南部平原的印第安部落，其生存方式已演化成游牧的模式。这些游牧部落靠打猎存活，美洲野牛是他们主要的食物来源。它们的肉、皮和骨头也是大平原印第安人制成食品、杯子、装饰、制作工具、刀具、衣物等的主要原料。
部落的行动完全跟随着美洲野牛的季节性放牧和迁移。
从19世纪30年代开始，数量众多的永久定居地建立在这片本属于“美洲原住民”的专有领地上。在印第安部落与定居者之间，攻击、袭击和反袭击事件屡屡发生。在美国南北战争爆发前，美军只偶尔参与这些边境冲突，他们在要塞驻扎配备了人员，但由于人力的限制，较大规模出兵远征的次数很少。内战期间，美国正规军几乎完全撤离了南部平原，印第安人对定居者的袭击急剧增加。同其他美国南部邦联各州一样，德克萨斯州缺乏足够的兵力，以对抗---不仅仅是政府的联邦军，还有这些印第安部落。
内战结束后，美国军队开始在这些部落边境重竖威严。1867年10月，在近现今堪萨斯州的梅迪辛•洛奇市，《梅迪辛•洛奇条约》诞生了。条约分别将科曼切，凯厄瓦和卡塔卡印第安人部族、阿拉帕霍、夏延印第安人部族，安置（实质为驱赶）到位于威奇塔山脉一带、以及北边更远地区的印第安人保留地。该条约声称，印第安人同意停止袭击和攻击定居点，作为回报，政府将提供部落以住房、农业技能培训、食品以及其他物资。数十名印第安部落酋长赞成了该条约，一些部族成员自愿搬到了保留区。然而，该条约从未被正式批准，还有一些印第安部落没有参加谈判，依旧在大平原徜徉。
1870年，一种鞣制美洲野牛皮革的新技术投入了商业化使用。 在此之后，商业猎人首次开始有组织地猎杀美洲野牛。这些唯利是图的猎人基本上无视了《梅迪辛•洛奇条约》的条款，他们进入了《条约》中答应给南部平原印第安人的区域捕猎。他们屠杀了数以千计的野牛，把皮送到东部，任牛的尸体腐烂在大平原上。然而美国政府没有采取任何行动制止他们。
曾经数以几千万计的美洲野牛，数量锐减。从1874到1878年这短短4年，它们已几乎绝迹。野牛群的毁灭给大平原的印第安人部落（不论是否居住在保留地）带来了巨大灾难。要知道，他们整个游牧式的生活，完全依赖于这种动物。一旦没有了充足的美洲野牛资源，南部平原的印第安人变得一贫如洗，生活难以自给自足。他们只能依靠政府的保留区配给勉强度日。
然而，美国政府做出的承诺也大多并未兑现。配给的粮食量不足且质量差，而保留区的活动限制，对于原本自在地随意漫游在大平原上的印第安人来说，几乎是不可理解和接受的。 
1873年冬天，南部平原的印第安人陷入了危机。美洲野牛数目的骤减，加之越来越多的新定居者和越发咄咄逼人的政府军事巡逻，已经把他们逼到了难以为继的地步。到1874年春末，印第安人保留区内充斥着不满的情绪。随着条件的不断恶化，许多仍留在保留区的印第安人加入了那些已返回德州平原的“反叛部队”。他们中有的谈论着战争和杀戮，有的谈论着将白人赶出这片土地。

## 战争过程

### 早期交战
伊赛泰(Isa-tai，当时出现在科曼奇部落的一个巫医)和库哈(Quanah Parkar，科曼奇部落的首领)带领了大约250名科曼奇战士袭击了位于德克萨斯的一个野牛猎人的小基地。这个小基地由非常少的建筑组成，只有28男1女驻扎。有一小部分的白人被印第安战士杀，但是大部分的猎人借助障碍物成功躲入了室内。拥有大口径的野牛猎枪的猎人们在障碍物后面射击，射击范围远远超出了印第安人的想象。第一次的交战失败。
第二次交战基奧瓦部落也参与进来。7月，由孤狼(lone wolf)带领的战士们攻击了德克萨斯洲边境的一队巡逻兵。此次攻击交战双方人员伤亡都很轻微，但是使得紧张局势迅速升级，引起了军队的注意，让军队产生了一个巨大的反应。
印第安人的暴力行为让政府非常吃惊，“和平政策”到此结束。军队被批准可以使用任何武力行为来镇压南部平原的部落。此时，夏延部落有1800人，科曼奇(Comanche)部落有2000人，基奧瓦部落1000人。而他们的战士，总共只有1200人。

### 军队的反应

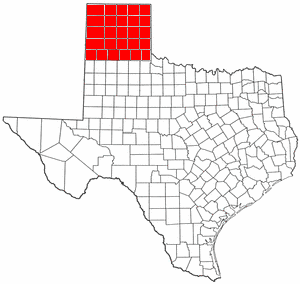
位于德州狭长地带的作战区域

飞利浦上将(General Phillip Sheridan)带领着五队军队在德克萨斯的狭长地带集合，位于红河支流的上游。军队否认对印第安的安全负责，并且要不停地攻击，直到这些部落永远留在保留区。
5队的军队中有3队处于罗纳德上校(Colonel Ranald S.Mackenzie)的带领下。其中由陆军中尉约翰(John W. Davidson)带领的第十骑兵团从锡尔堡(Fort Sill)向西出发；由陆军中尉乔治(George P. Buell)带领的第十一步兵团从锡尔狮身鹰首像(Fort Griffin)向西南出发。而罗纳德上校自己则带领第四骑兵团从锡尔孔乔(Fort Concho)向南出发。
由第六骑兵团和第五步兵团组成的第四军队，由尼尔逊上校(Colonel Nelson)带领从锡尔多治向南出发。由第八骑士团组成的第五军队，总计225官兵，加上6个印第安侦察兵，两名向导，在陆军少校威廉(William R.Price)的带领下，经由新墨西哥州的巴斯科姆堡(Fort Bascom)向东进发。这个计划是汇合军队要通过不停的进攻使得使得印第安部落受到创伤。
在进行了20多次的交战之后，军队几乎还保留着所有的士兵和侦查员，寻找任何机会攻击印第安人。而印第安人则带领着妇女儿童和老人，不停地躲避着军队。当双方相遇时，印第安人一般会在被强迫投降之前尽量逃跑。然而，无论他们的撤退是多么成功，印第安人还是会受到巨大的损失。他们的马，食物，装备会被抛弃。到了后来，军队就可以轻易地限制着印第安人的供给与装备，他们会毁坏所有撤退的印第安人留下来的东西。战争持续到1874年，越来越多的印第安人不得不投降来接受保留区政策。

### 帕罗奥杜峡谷之战

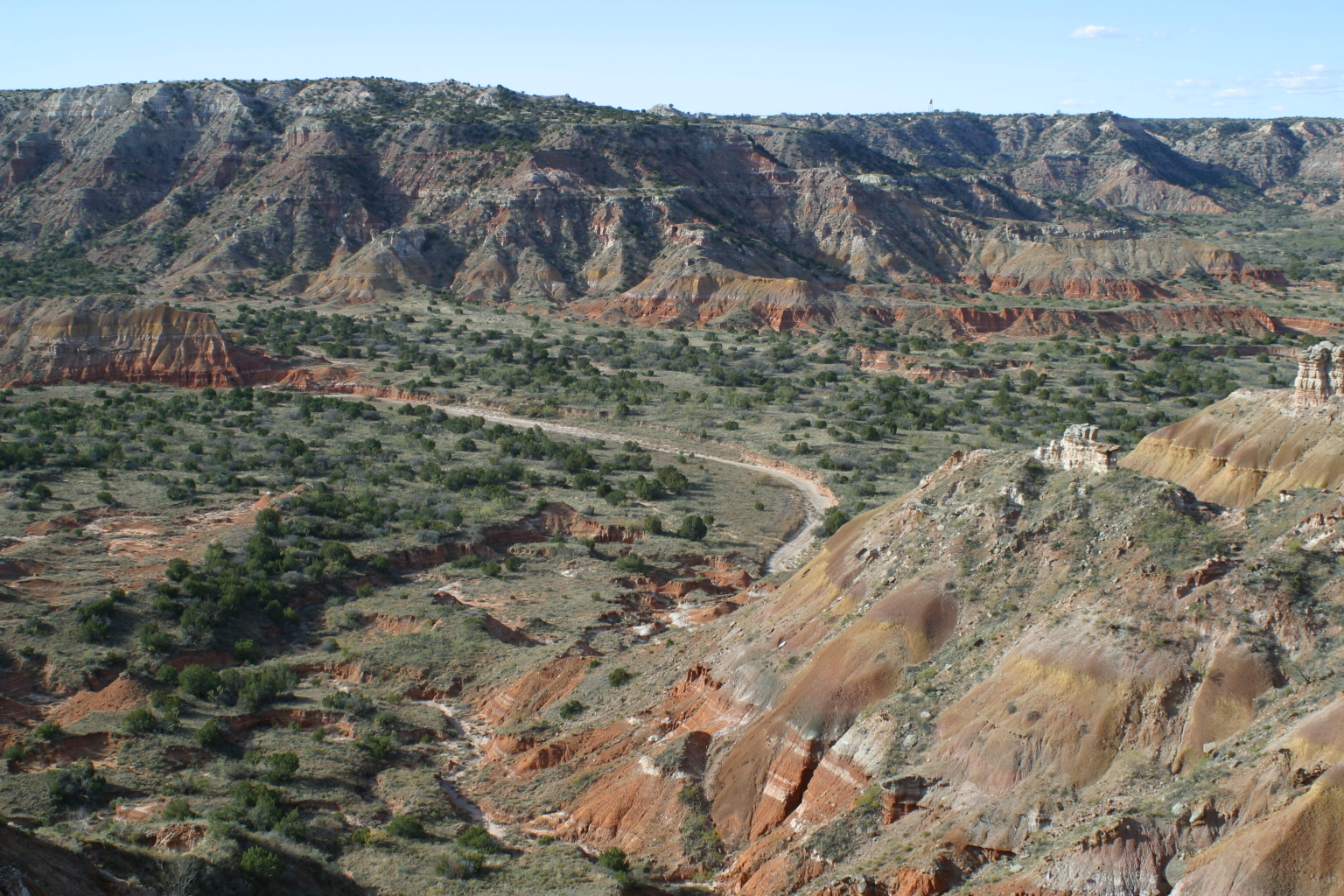
帕罗杜洛峡谷的崎岖地形

当麦肯齐找到了一个坐落在帕罗奥杜峡谷上村庄时，他们迎来了最大的胜利，该村庄由科曼奇人、凯欧瓦人和夏延人组成，并且有马匹和冬天的食物储备。在9月28日黎明时分，麦肯齐的部队从陡峭的崖壁向下进攻，印第安人陷入震惊之中，他们没有时间在撤退前收集马和食物。军士约翰·查尔顿对于这次战斗作了如下描述：
“印第安战士们拼死掩护女人和牲畜群撤退，但在军队强大的火力之下他们仅仅坚持了一小会就败退了。”
尽管只有四个印第安人战死，但是部落的损失是巨大的。麦肯齐的人烧掉了超过450座小屋并毁掉了不计其数的野牛肉，他们还抢夺了1400匹马，后来为防止印第安人再次将马匹捕捉回去，大部分的马被射杀。
除了规模不同寻常的大之外，帕罗奥杜峡谷之战是此次战争的一个典型，大部分的交锋造成非常少或者没有造成伤亡，但是印第安人承受不了食物和坐骑的不断损失。即便印第安人逃避了迫在眉睫的危险，他们也会发现自己没有了坐骑也没有了食物，渐渐地他们别无选择，只能放弃抵抗前往保留地生存。

## 战争后果
红河战争以1875年6月夸纳派克和他的科曼奇部落Quahadi分部进入锡尔堡并且投降，正式结束；他们是在西南部漫游到最后的一支大型印第安人部落。加之美洲野牛的绝灭，战争后的德克萨斯州狭长地带，成为了向农民和牧场主永久开放的定居地。 这是一度强大的南部平原部落最后一次军事上的失败，宣告得州平原上的印第安人与定居者之间战争的结束。